# Danilia
Danilia is een geslacht van weekdieren uit de klasse van de Gastropoda (slakken).

## Soorten
- Danilia affinis Dautzenberg & H. Fischer, 1896
- Danilia angulosa Vilvens & Héros, 2005
- Danilia boucheti Herbert, 2012
- Danilia costellata (O.G. Costa, 1861)
- Danilia discordata Vilvens & Héros, 2005
- Danilia eucheliformis (Nomura & Hatai, 1940)
- Danilia galeata Vilvens & Héros, 2005
- Danilia insperata Beu & Climo, 1974
- Danilia kuroshio Okutani, 1968
- Danilia neozelanica Laws, 1935 †
- Danilia otaviana (Cantraine, 1835) †
- Danilia stratmanni Poppe, Tagaro & Dekker, 2006
- Danilia telebathia Hedley, 1911
- Danilia textilis Herbert, 2012
- Danilia tinei (Calcara, 1839)
- Danilia weberi Schepman, 1908